# NGC 3532
NGC 3532 är en öppen stjärnhop som ligger ungefär 3 grader norr om Eta Carinae, i stjärnbilden Kölen. John Herschel som katalogiserade tusentals himlakroppar vid observationer i Sydafrika på 1830-talet, ansåg att NGC 3532 var den vackraste stjärnhop han någonsin sett. För blotta ögat syns den som en otydlig fläck, men i kikare är den en enastående vacker syn. Med teleskop i alla storlekar kan man särskilja ett stort antal stjärnor, som syns bäst i låg förstoring.
NGC 3532 valdes 20 maj 1990 som det första objektet att observeras med rymdteleskopet Hubble.